# Литературна Румъния
„Литературна Румъния“ (на румънски: România literară) е културно и литературно списание от Румъния, официалното списание на Съюза на румънските писатели.

## История
В първоначалното си издание списанието е основано на 1 януари 1855 г. от Василе Александри и публикуван в Яш до 3 декември 1855 г., когато е закрито. Правени са опити за възстановяването му, като в периода 20 февруари 1932 г. – 6 януари 1934 г. е издавано в Букурещ от Ливиу Ребреану и публикува произведения на междувоенни писатели и предимно критични дебати, а в периода 1939 – 1940 г. е издавано в Букурещ от Цезар Петреску предимно за модерна литература.
Възстановено е основно на 10 октомври 1968 г. като продължение на „Литературен вестник“, издаван от 1954 г., като основно издание на Съюза на румънските писатели. Списанието е базирано в Букурещ и излиза в седмично издание с подкрепата на Министерството на културата и др. Целевата му група е съставена предимно от хора, които се интересуват от литературни и културни проблеми, както на местно, така и на световно ниво, както и от обмен на идеи и мнения в областта.
Списанието дава наградата „Книга на годината“.

## Главни редактори
- Гео Думитреску (1968 – 1970)[1]
- Николае Бребан (1970 – 1971)
- Джордж Ивашку (1971 – 1988)
- Думитру Раду Попеску (1988 – 1989)
- Николае Манолеску (1990 – )